# 拉塞雷纳体育俱乐部
拉塞雷纳体育俱乐部（Club de Deportes La Serena）是智利足球俱乐部，位于拉塞雷纳。

## 球队荣誉
- 智利杯 冠军: 1960
- 智利足球乙级联赛 冠军: 1957, 1987, 1996